# Josef Němec
Josef Němec est un boxeur tchèque né le 25 septembre 1933 à České Budějovice et mort le 10 septembre 2013.

## Carrière
Il participe aux Jeux olympiques d'été de 1960 en combattant dans la catégorie des poids lourds et remporte la médaille de bronze. Němec obtient également la médaille d'or lors des championnats d'Europe de boxe amateur 1963 à Moscou.

## Palmarès

### Jeux olympiques
- Médaille de bronze en +81 kg en 1960 à Rome, Italie

### Championnats d'Europe
- Médaille d'or en +81 kg en 1963 à Moscou, URSS